# Т-26А/Т-26-4

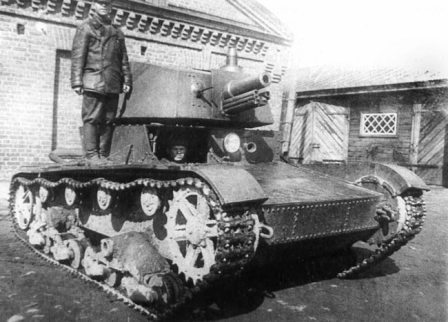
Т-26 с башней А-43

Т-26А (заводское обозначение Т-26-4) — опытный артиллерийский танк Советского союза 1930-х годов на базе танка Т-26.
В документах именовался Т-26 артиллерийский.

## История
В 1930-х годах в СССР велись работы по созданию самоходно-артиллерийских установок, таких как СУ-1 или АТ-1. Однако, помимо установки орудия в бронерубке, предлагалось его размещение во вращающейся башне. Такую конструкцию использовали арттанки БТ-7А и Т-26А на шасси танков БТ-7 и Т-26.
Первые испытания артиллерийского танка Т-26А с башней А-43 были начаты в 1932 году. Конструкция несколько раз перерабатывалась.
В конечном счёте, был представлен танк Т-26-4 с новой моделью башни.
К концу 1934 года было изготовлено 5 экземпляров Т-26-4. В ходе испытаний стрельбой одного из них по вине бракованной гильзы, разорвался снаряд. По этой причине отношение к танку было испорчено и планировавшийся заказ на 50 машин был отменен. А с началом работ по АТ-1 о нем вообще забыли.

## Варианты
• Т-26 с башней А-43
Первый вариант с установкой орудийной башни А-43 на шасси танка Т-26. Первоначальная идея размещения в башне орудия системы Гарфорда образца 1910 года оказалась неудачной из-за большого орудийного отката.
Кроме пушки КТ-28 в башне так же размещалось дополнительное вооружение (7,62-мм пулемёт ДТ). Всё это делало орудийную башню тесной.
• Т-26 с башней КТ-26 (Т-26-4)
После неудачи танка с башней А-43, была изготовлена новая машина с башней по типу Т-28. Было изготовлено шесть машин, вооружённых 76-мм орудиями КТ и ПС-3.
Однако, испытания артиллерийского танка не увенчались успехом: машина была сильно повреждена.